# 惠特山
惠特山（英語：Mount Wheat）是南極洲的山峰，位於帕默群島的溫克島中部，處於桑德冰川以北，海拔高度1,100米，是瓦爾山脈的最高點，由比利時探險隊發現，現時由南極條約體系管理。